# Hallgatói Szakszervezet
A Hallgatói Szakszervezet felsőoktatásban tanulók által 2018-ban indított mozgalom, melynek elsődleges célja a hallgatók érdekképviselete, autonómiájának segítése, és más társadalmi csoportokkal való szolidaritás kifejezése.

## Alapítása
A szervezet kezdetét egy, a 2018 november 14-i, az ELTE Társadalomtudományi Karán tartott információs sztrájk után az egyetem Gömbaulájában alakult hallgatói fórum jelenti. A szervezet alapító gyűlését a november 24-én a CEU-ért hirdetett tüntetés után, a Kossuth téren kialakított „Szabad Egyetemen” tartották.

## Tevékenysége
Önmeghatározása szerint bázisdemokratikus szervezet, melynek fő szervei a rendszeres fórumok, a közösségépítés és az önképzés. Bár rendszerellenességet nem fogalmaznak meg egyértelműen, bírálják a hazánkban a rendszerváltás után kialakult képviseleti demokráciát. Saját szervezetüket vezető nélkül, a részvételi demokrácia elvei mentén igyekeznek felépíteni.
2018. december 3-án részt vettek a CEU épületénél tartott gyertyagyújtáson, hogy szolidaritásukat fejezzék ki a Lex CEU miatt az amerikai diplomát adó képzéseit Bécsbe költöztető egyetem mellett. december 12-én részt vettek a szakszervezeti tüntetésen, amelynek a célja a tüntetés szervezői által rabszolgatörvénynek nevezett kormányzati törvényjavaslat elleni fellépés volt.
2019 január 12-én akcióval zavarták meg Horváth Zita, az Emmi felsőoktatásért felelős helyettes államtitkára beszédét az Educatio kiállításon. A szervezet tagjai a beszéd közben felálltak, és a helyettes államtitkárhoz címzett szöveget mondtak el együtt, amelyben például az ELTE több karát érintő leépítéseket, továbbá a CEU, illetve a genderszak elleni politikai fellépést bírálták.

## Céljai
Megnyilvánulásaikban az alábbi célokat fogalmazzák meg:
- egyetemi és tudományos élet autonómiájának védelme,
- gazdasági függés problémájának képviselete,
- figyelemfelhívás a társadalom széles rétegeit érintő kiszolgáltatottságra.[1]

## További információ
- Hallgatói Szakszervezet. www.facebook.com. (Hozzáférés: 2018. december 8.)